# MSC Splendida
 (décembre 2022).
Si vous disposez d'ouvrages ou d'articles de référence ou si vous connaissez des sites web de qualité traitant du thème abordé ici, merci de compléter l'article en donnant les références utiles à sa vérifiabilité et en les liant à la section « Notes et références ».
Le MSC Splendida est un navire de croisière appartenant à la société MSC Croisières. Il est construit aux Chantiers de l'Atlantique de Saint-Nazaire (STX France) et livré durant l'été 2009 à Barcelone.
Il est le deuxième navire de la classe Fantasia comprenant le MSC Fantasia, le MSC Divina et le MSC Preziosa.

## Histoire

### Commande
Après la signature, le 14 juin 2005, d'une lettre d'intention portant sur l'acquisition de deux navires de croisières (les MSC Fantasia et MSC Splendida) d'une nouvelle classe (classe Fantasia) capables de transporter plus de 4 000 passagers, MSC Croisières conclut un contrat de commande le 9 novembre 2005 auprès de la société Alstom marine (devenue depuis Aker Yards France, puis STX France (STX Europe) et redevenus les Chantiers de l'Atlantique.

### Baptême
Le MSC Splendida a été baptisé le 12 juillet 2009 à Barcelone, par Sophia Loren.

### Moments difficiles
Le 24 juillet 2010, une passerelle s'est décollée du paquebot entrainant la chute de 2 espagnols. On compte 1 victime et 1 blessé grave.
Le 18 mars 2015, le MSC Splendida est en escale à La Goulette (en Tunisie), de même que le Costa Fascinosa, lorsque se déroule l'attaque du musée du Bardo par un groupe terroriste islamiste. Parmi les victimes, plusieurs proviennent de ces deux navires de croisière (en particulier, 12 morts parmi des passagers de MSC), ce qui conduit les compagnies propriétaires à suspendre sine die leurs escales à Tunis pour tous leurs navires.
Au mois de mars 2020 alors que démarre la crise du Covid-19, le MSC Splendida, venant de Dubaï d'où il était parti le 11 mars, est à Marseille. Une serveuse de self-service présentant des symptômes respiratoires avait été évacuée par bateau sanitaire au large de la Sardaigne le 23 mars et son cas restait incertain. Le navire est alors autorisé à débarquer ses 1721 passagers le vendredi 27 mars. Cependant les autorités françaises lui interdisent de rester amarré à Marseille : il doit donc repartir et trouve refuge à Gênes où il peut être momentanément désarmé, et de là, faire rapatrier la majorité de ses employés. Le navire ne reprendra de service qu'en juin 2021 pour une croisière en Mer Adriatique.

## Caractéristiques

### Ponts
- Pont 4 - Fiume
- Pont 5 - Canaletto
- Pont 6 - Modigliani
- Pont 7 - Tiziano
- Pont 8 - Giotto
- Pont 9 - Tintoretto
- Pont 10 - Botticelli
- Pont 11 - Caravaggio
- Pont 12 - De Chirico
- Pont 13 - Piero della Francesca
- Pont 14 - Raffaello
- Pont 15 - Leonardo da Vinci
- Pont 16 - Michelangelo
- Pont 18 - Sun Deck

### Installations destinées aux passagers
Le navire est équipé de nombreuses installations de divertissement pour les passagers comme  "the Strand Theatre", salle de spectacle de 1 600 places, la discothèque "Club 33 Disco", le "Royal Palm Casino" qui abrite plus de 1 000 mètres carrés de jeux et "Virtual World", la salle de jeux vidéo composé également d'un cinéma 4D et un simulateur de Formule 1.

## MSC Yacht Club
Le MSC Yacht Club est une zone privée du bateau composée de cabines et de suites destinées à une clientèle privilégiée. Les hôtes résidents dans cette partie du navire disposent d'espaces publics qui leur sont réservés (bars, piscine, restaurant ou encore discothèque). Un service de majordome est également proposé aux passagers du club.

## Itinéraires
Le MSC Splendida est un navire conçu pour offrir des croisières de tourisme durant les saisons estivales et hivernales. L'une des piscines principales dispose d'un toit amovible qui lui permet d'être couverte selon la saison.
Le MSC Splendida, tout comme son sister-ship le MSC Fantasia, croise à l'année dans la région méditerranéenne occidentale : l'été, les deux navires visitent uniquement des destinations en Méditerranée lors de croisières de 8 jours/7 nuits. En hiver, alors que le MSC Splendida maintient un itinéraire de 8 jours/7 nuits en Méditerranée, le MSC Fantasia réalise un itinéraire plus long (généralement 12 jours/11 nuits) en Méditerranée Est.
Les destinations habituelles des croisières d'été sont : Barcelone, Valence, La Goulette-Tunis, Civitavecchia (Rome), Gênes, Marseille.
Les destinations habituelles des croisières d'hiver sont : Barcelone, La Goulette-Tunis, Palerme, Civitavecchia (Rome), Gênes, Marseille. Depuis la vague d'attentats ayant touché la Tunisie en 2015 et 2016, l'escale de La Goulette est remplacée par d'autres, notamment La Valette.